# 道徳再武装
道徳再武装（どうとくさいぶそう、英語: Moral Re-Armament、略称MRA）は、1921年にメソジストのフランク・ブックマン牧師率いるオックスフォード・グループが発展する形で発足した、国際的な道徳と精神を標榜する運動である。1938年に現在の名称となった。以後、ブックマンは1961年に死去するまでの23年間にわたりMRAを率いた。
MRAはキリスト教に端を発し、あらゆる宗教や社会的背景に属する人々によって構成される非政府の国際ネットワークである。MRAは、「4つの絶対標準」と呼ばれる考え方に則っている。MRAはその支持者に対して、政治的活動や社会的活動に参画することを奨励する。
2001年に、道徳再武装は、その名称をイニシアティブス・オブ・チェンジ（IofC、日本ではICと呼ばれることが多い）に変更した。非政府組織のICインターナショナルとして、国際連合や欧州評議会との連携も図ろうとしている。各国における取組には、アメリカにおける「都市における希望(Hope in the Cities)」やスイスにおける「人間の安全保障に関するコー会議」、インドの「ガバナンスのための拠点」、シエラレオネの「Hope Sierra Leone」などがある。

## 概歴

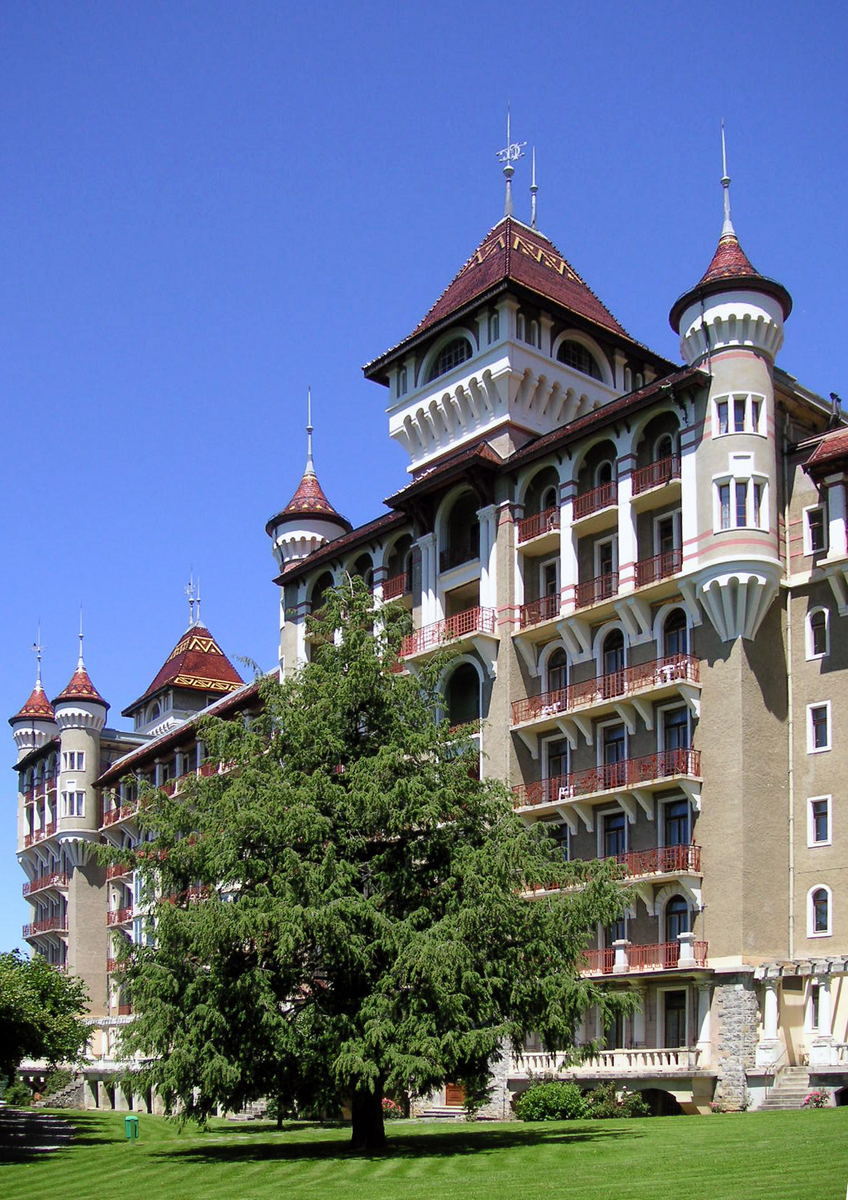
スイスにあるMRA（現IofC）本部

初期のMRAは、ブックマンの個人的な信奉者の間で実践された。そのため、オックスフォード・グループからMRAへの名前の変化は、公式的なものではなく、徐々にもたらされた変化であった。ブックマンとオックスフォード・グループのリーダーたちは、MRAという新造語を好んだため、団体の名称が変わった。
戦争が始まると、MRAの従事者たちは多くが連合軍に参加した。彼らは、その勇敢さゆえに、多くの戦局で勲章を受けた。また、戦争関連の産業において、精神高揚などに従事したものも多くいた。戦争が終了すると、MRAの従事者は、永続的な平和を構築するための活動に戻ることとなる。
1946年、MRAはスイスのコー (Caux)に遺棄されていたコー・パレス・ホテルを購入、改修した。このホテルは、欧州における各国の和解の中心地となった。ドイツのアデナウアー首相やフランス外相ロベール・シューマンをはじめとして、数多くの人々が集った。彼らがブックマンの仲介で和解した結果、欧州石炭鉄鋼共同体が誕生した。
その後、MRAは世界中に展開した。特にアフリカとアジアの各国で著しく浸透した。独立に向けた闘争の指導者の多くは、対立する集団間に和解をもたらし、独立への移行の道ならしをしたMRAの貢献に敬意を評した。しかし、後述する日本での展開は策略的なものであった。やがて1986年にコー円卓会議が設立され、日米欧三極圏で企業の社会的責任を具体化する大事業を計画するようになった。

## 日本での展開

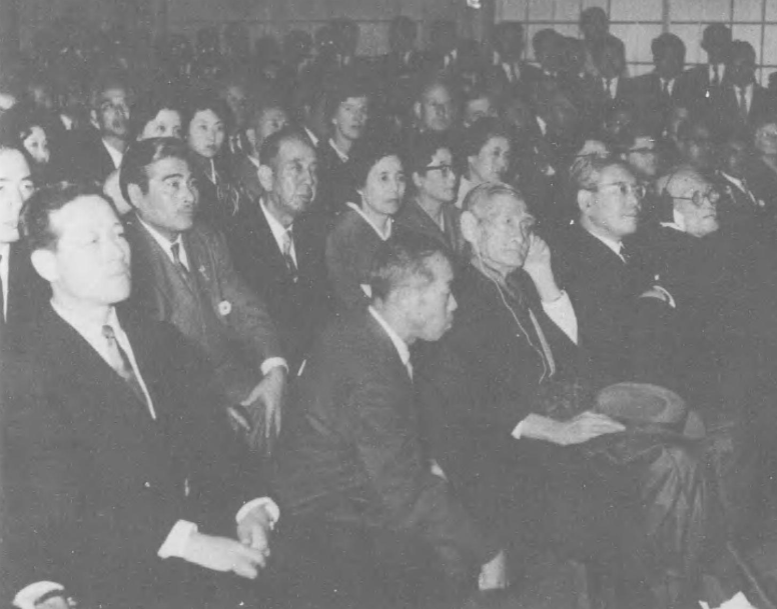
1962年10月22日から26日にかけて、MRA世界大会が神奈川県小田原市の小田原MRAアジアセンターで開催された。池田勇人首相、岸信介、大韓民国中央情報部（KCIA）の金鍾泌長官らが参加。

MRAは戦後から文化交流を名目として反共運動を展開した。参加した政治家は下に掲げた略年表の中で岸信介が代表とされる。中曽根康弘もそうだが、彼は会員になってからヘンリー・キッシンジャーやナサニエル・セイヤーなど外交問題評議会の名士と知り合った。実業家では三井本家の弟、三井高維に、ブックマンを支持する富裕層の友人が多くいた。
日本MRAの本部は1976年から今日まで、山本正が率いる日本国際交流センターである。同センターはロックフェラーの利権を代表する日米欧三極委員会の事務局でもあり、外交問題評議会の計画さえ遂行してきた。
- 1949年（昭和24年）◇片山哲元首相夫妻及び毎日新聞記者、MRA世界大会（スイス・コー）に出席。
- 1950年（昭和25年）◇中曽根康弘ら国会議員7名・広島市長・長崎市長、石坂泰三・本田親男ら経済人、労働組合代表など72名がMRA国際チームの招待で、スイス・コーを始め独・仏・英を歴訪。吉田茂首相は「1870年日本の代表が西欧に行き、日本の歴史を変えた。今回の日本の代表がコーに行くことによって、新しい日本を築くことになろう」と述べた。
- 1951年（昭和26年）◇加藤シヅエ参議院議員、戸叶里子衆議院議員、渋沢敬三元蔵相、片岡義信（国鉄）、木村行蔵（国警）、高橋東芝専務、長谷川東芝労組、久保等（全電通）ら、アメリカ・マキノー島(ミシガン州)でのMRA国際会議に参加。
- 1955年（昭和30年）◇MRA劇「ボス」は、石川一郎経団連会長の後援により各地で上演された他、首相官邸でも特別公演が行われる。6月には、MRAの布教音楽劇「消えゆく島」の一団100名以上と25か国からの関係者が来日。この劇は、共産主義世界を克服して「新しい世界」を実現するために個人、家族、組織などが取り組むべき役割を訴えるもので、MRAの世界戦略の一環として各地での公演のほか、NHKでも放映された[22]。
- 1956年（昭和31年）◇ブックマン博士来日。鳩山一郎首相と会見。日本の国際社会の復帰への貢献を賞し、勲二等旭日章を叙勲される。
- 1961年（昭和36年）◇岸信介前首相、福田赳夫衆議院議員、コーのMRA世界大会に参加。
- 1962年（昭和37年）◇小田原MRAアジアセンター[23]開設。十河信二国鉄総裁他の努力による。池田勇人首相がオープニングの挨拶を行う[24]。
- 1975年（昭和50年）◇6月28日、国際MRA日本協会発足（土光敏夫会長）。
- 1984年（昭和59年）◇8月1日、文部省認可のもと、社団法人として活動を始める。
- 1986年（昭和61年）◇第1回日米欧経済人円卓会議（CRT）をコーで開催。日本からは山下俊彦、キヤノン社長の賀来龍三郎、三菱総研相談役の中島正樹、小笠原敏晶、金森茂一郎他が参加。以後、毎年2回開催。
- 1995年（平成7年）◇国連大学、尾崎行雄記念財団と共に、「和解と共生への課題」のテーマで東京国際ダイアローグを開催。
- 1996年（平成8年）◇経済広報センター、尾崎行雄記念財団と共に、「和解と共生への課題」のテーマで東京国際ダイアローグ'96を開催。羽田孜、鳩山由紀夫 、武者小路公秀、市岡揚一郎等をパネリストとして迎える。
- 1998年（平成10年）◇MRA発足60周年を記念して「明日のために、今・・・」のテーマでパネル・ディスカッションを開催。パネリストとして、羽田孜、金森茂一郎、佐谷隆一（全東芝労働組合連合会議長）等を迎える。
- 2002年（平成14年）◇東京において、「21世紀を対話と和解の世紀にするために 〜一人ひとりが変化をもたらすイニシエーターとなろう〜」というテーマで、羽田孜、木内孝[25]、杉谷義純[26]、保岡孝顕[27]をパネリストとしたシンポジウムが、加藤タキのコーディネートの下に開催された。
- 2003年（平成15年）◇6月に（社）国際MRA日本協会から （社）国際IC日本協会にその名称を変更した。
- 2012年（平成24年）◇8月1日、内閣府から認定され、公益社団法人として活動を始める。

## ナチスとの関係
1930年代の初頭、ブックマンは、オックスフォード・グループに積極的に参加していたドイツ人と緊密な関係にあった。彼は、ドイツのファシストがヨーロッパを共産主義から救ったとみなした。また、ドイツの指導者たちを含めてどんな人であれ、イエス・キリストの道徳的な価値観を伴ったクリスチャンの信仰心を見つけだすことができると信じていた。そして、ヒトラーとの面会を試みたが失敗した。しかし、ハインリヒ・ヒムラーとは3度にわたって面会することに成功した。ベルリンからニューヨークに戻ったブックマンは、多くの会見を行った。そのなかに、ブックマンの「ヒトラー観」を表すものとして批評家に広く引用されているものがある。その記事によると、ブックマンは次のように述べている。「アドルフ・ヒトラーのような人物がいることについて、天に感謝したい。彼は、共産主義の反キリスト教に対する防衛の最前線を打ち立てているのだ。」
実際には、ナチスは、1934年以来オックスフォードグループに疑いの目を向けていた。これは、ゲシュタポのドキュメントから明らかだ。第二次世界大戦中には、ドイツ国内のオックスフォード・グループにも、ナチス政権への抵抗運動を積極的に続けた者もいた。ノルウェーのオスロでBishop Fjellbuが1945年に次のように語っている。「オックスフォード・グループの活動によって、ノルウェーの協会関係者が団結してナチズムへの抵抗運動を行う基礎ができている、ということを私は明らかにしたい。」英国では、全土にわたってオックスフォード・グループが積極的に活動をしていた。小説家であるダフニ・デュ・モーリエは、「Come Wind, Come Weather」を出版し、オックスフォード・グループの活動を通じて、平凡な英国人が新たな希望あふれる生活を手に入れる物語を描いた。この本は、英国だけで65万部を売り上げた。

## MRAから派生した運動
1935年には、アルコホーリクス・アノニマス(AA)と呼ばれる運動がビル・ウィルソンとDr Robert Smithらによって始められた。彼らは、MRAの前身であるオックスフォード・グループと医学的治療の組み合わせによって、アルコール依存症を克服した経験があった。アルコホーリクス・アノニマスという名称を採用する前は、"the alcoholic squadron of the Oxford Groups"（オックスフォード・グループのアルコール依存症部隊）と呼ばれていた。AAの12のステップの一部は、オックスフォード・グループの考え方に基づくものである。ただし、考え方の大きな変化も見られ、AAは「4つの絶対標準」を放棄し、「完璧ではなく進歩を」という原則を好んだ。AAは、「我々自身を超える力」("a power greater than ourselves")という標語とともに、多くのアルコール依存症患者に広がっていくこととなり、非キリスト教徒も加わった。オックスフォードグループやMRAと異なり、AAはアルコール依存症患者の克服支援に活動範囲を明確に限定した。また、AAは、あらゆる宗教、政党、その他組織から独立した運動であった。
また、1965年には、 Up with People がMRAの支援とMRAメンバーの手によって、創設されている。
同じく1965年に、The National Viewers and Listeners Associationが創設されている。これは、メディア規制推進論者であった、メアリー・ホワイトハウスによるものである。彼女は、著書の中で「MRAの考え方に出会っていなければ、こうした運動を始めることに関心すらもたなかっただろう」と記している。

## 関連文献
- 『アジアセンターODAWARA 四十周年記念一戦後の日本とMRAの軌跡』（pdf）

### Initiatives of Change
- Initiatives of Change International Website 道徳再武装の後継団体
- 国際IC日本協会
- 一般財団法人MRAハウス